# Карл Робинсон
Карл Робинсон (енгл. Carl Robinson; Ландриндод Велс, 13. октобар 1976) је велшки фудбалски тренер и бивши фудбалер.

## Биографија
Робинсон је рођен у Велсу и дете је Вулверхемптон вондерерса. Први професионални уговор потписао је 1995. године за Вулверхемптон.
Играо је за неколико енглеских клубова пре него што је касније током каријере играо у Канади и Сједињеним Државама. За Велс је дебитовао 1999. године и постигао је један гол у 52 утакмице.